# Máxima (figura)
La maxima o duplex longa en música es una figura musical histórica que posee una duración equivalente a dos longas, cuatro cuadradas u ocho redondas; es decir, 32 pulsos de negra.

## Representación gráfica
La figura se representa mediante un rectángulo vacío con una especie de plica vertical, que puede aparecer en el lado izquierdo si está orientado hacia arriba, o bien en el lado derecho si está orientado hacia abajo.
En algunas fuentes más antiguas la duplex longa aparece representada con el doble de cuerpo que una longa. Sin embargo, es más frecuente que no haya una clara diferencia en la forma y presentación de la duplex longa. En lugar de eso, esta figura solamente es sugerida mediante una distancia mayor entre las notas del tenor (en las partituras), que se debe al mayor número de notas en las voces agudas. Véase notación mensural para ver ejemplos. 

Una maxima.
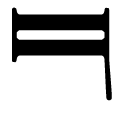
Una maxima en la grafía del s. XVI-XVII.
Un silencio de maxima.
Un silencio de maxima.

El símbolo relacionado que se emplea para el silencio de maxima, raramente es utilizado y su duración es igualmente de 32/4 de la redonda. Está representado por un cuadrado relleno, colocado entre la segunda y la cuarta línea del pentagrama.

## Evolución histórica y usos
La duplex longa, que fue denominada maxima en el siglo XIV, es poco común pero histórica. Como su nombre indica, siempre era igual a dos longae, nunca tres. Si bien, a principios del Ars nova existió un modus maximarum que podría ser tanto «imperfecto» (conteniendo dos longae) como «perfecto» (conteniendo tres longae o una longa más una duplex longa).
La utilización de esta figura se extiende hasta el siglo XVII y fue abandonada más tarde. Se usa en compases de 16
2, 32
4, etc.
Al igual que la longa y la brevis, cayó en desuso con el tiempo. Su uso gráfico fue imposible cuando los estilos musicales comenzaron a cambiar sus esquemas melódico-rítmicos y se estandarizaron los compases en unidades más prácticas (como por ejemplo el 3
4 y el 4
4).
Actualmente no se usa en notación musical. Esto se debe a que esta duración no encaja en un ninguno de los compases de uso general.